# Twinkle Brothers
Twinkle Brothers är en jamaicansk reggaegrupp. Den bildades under ska-eran 1962 av bröderna Norman Grant (sång, trummor) och Ralston Grant (sång, rytmgitarr). I bandet fanns även Eric Barnard (piano), Karl Hyatt (sång , slagverk), och Albert Green (congas, slagverk). Bröderna och några av bandmedlemmarna växte upp på Jamaicas nordkust i Falmouth, Trelawnys församling.

## Bandhistorik
Twinkle Brothers hade sina glansdagar under 1970-talet, när ska hade ersatts av traditionell reggae. Den musik som spelades till deras social kommenterande texter var den som senare döptes till roots reggae. De rastafaritroende Twinkle Brothers texter prisade Haile Selassie som Gud (RastafarI, som de i en låt kallade "Jahoviah. Deras låtar handlade också om att kommentera samhället, att lyfta fram Jamaicas problem, behovet av samsyn i Afrika och bildandet av en union, och senare, när de turnerat i Europa, Asien och USA, om världsomfattande "oneness" och om världens problem och behovet om enighet mellan världens människor om att lösa världsomfattande problem.
Twinkle fick spela in sin första singel, "Somebody Please Help Me", 1966 för producenten Leslie Kong. Detta skedde efter att de hade vunnit lokala talangtävlingar. Detta följdes av sessioner för andra ledande jamaicanska producenter som Duke Reid, Lee "Scratch" Perry, Sid Bucknor, Phil Pratt, och Bunny Lee. Bandet riktade sig från 1962 och tio år framåt till hotellgäster i Montego Bay och andra städer på Jamaicas nordkust. Musiken var en blandning av mento, soul, pop och mjuk reggae. I början av 1970-talet konverterade de från protestantisk kristendom till rastafari, och började dessutom producera sina egna låtar. Deras debutalbum, Rasta Pon Top, släpptes 1975 då Bob Marley, Peter Tosh, Burning Spear, Mighty Diamonds, Johnny Clarke, Alton Ellis, m.fl lyckats få radiostationer att spela reggae med rastafari-orienterad lyrik. 
Förutom att producera Twinkle Brothers musik producerade Norman Grant även andra reggaeartister i mitten av 1970-talet. År 1977 skrev Twinkle Brothers kontrakt med det brittiska skivbolaget Virgin Records, som med dotterbolaget Front Line Records (aktivt 1976-1987) som tog upp kampen mot Island Records om att vara världens främsta utgivare av reggaemusik. Under detta samarbete släppte Twinkle Brothers de tre LP-albumen Love (1977), Praise Jah (1979), och Countrymen (1980). Efter Bob Marleys död 1981, när intresset för reggae minskade i världen, släppte Front Line gruppen, Norman Grant flyttade till Förenade Storbritannien och klarade sig bra som soloartist. Han fortsatte att använda namnet Twinkle Brothers och släppte album på det egna skivbolaget Twinkle trots att han inte hade någon fast grupp av musiker. 
Sedan tidigt 1990-tal samarbetar Twinkle Brothers regelbundet med det polska bandet Trebunie-Tutki, och har därvid utvecklat en blandmusik med reggae och traditionell musik från Tatrabergen (Karpaternas högsta berg, 2400 – 2600 m ö.h., beläget på gränsen mellan Polen och Slovakien).

## Medlemmar
Nuvarande medlemmar
- Norman Grant – sång (1962– )
- Ralston Grant – sång, rytmgitarr (1962– )
- Dub Judah – basgitarr (1990– )
- Black Steel – gitarr (1986– )
- Jerry Lions – gitarr (1987– )
- Derek "Demondo" Fevrier – ljudtekniker (1986– )
- Barry Prince – trummor (2004– )
- Aron Shamash – keyboard (2004– )

## Diskografi
Originalgruppen Twinkle Brothers
- Rasta Pon Top (1975) Grounation
- Love (1977) Front Line
- Praise Jah (1979) Front Line
- Countrymen (1980) Front Line

Norman Grant med bandnamnet Twinkle Brothers
- Me No You (1981) Twinkle
- Underground (1982) Twinkle
- Burden Bearer (1983) Twinkle
- Enter Zion (1983) Twinkle
- Right Way (1985)
- Kilimanjaro (1985) Twinkle
- Anti-Apartheid (1985) Twinkle
- Respect and Honour (1987) Twinkle
- New Songs For Jah (1989) Twinkle
- Rastafari Chant (1989) Twinkle
- All Is Well (1990) Twinkle
- Free Africa (1990) Front Line
- Unification (1990) Twinkle
- Wind of Change (1990) Twinkle
- Don't Forget Africa (1992) Twinkle
- Babylon Rise Again (1992) Twinkle
- Final Call (1997) Twinkle
- Give The Sufferer A Chance (2004) Twinkle
- Old Time Something (2002) Twinkle
- Will This World Survive (2002) Twinkle
- The Youthful Warrior (2004) Twinkle
- Repent (2008), Sip a Cup

Dubalbum
- Dub Massacre part 1 (1982) Twinkle
- Dub Massacre Part 2 (1983) Twinkle
- Dub Massacre Part 3 (1985) Twinkle
- Dub Massacre Part 4 (1989) Twinkle
- Dub Massacre Part 5 - Lion Head (1990) Twinkle
- Dub With Strings (1992) Twinkle
- Dub Massacre Part 6 - Dub Feeding Program (1994) Twinkle
- Dub Plate (1995) Twinkle
- Dub Salute Part 5 (1996) Jah Shaka

Livealbum
- Live From Reggae Sunsplash (1984) Twinkle
- Live In Warsaw (1990) Twinkle
- Live At Maritime Hall: San Francisco (2001) 2B1

Twinkle Brothers & Trebunie-Tukti
- Higher Heights (1992) Twinkle Music (with polish folk band Trebunie-Tutki)
- Comeback Twinkle 2 (1994) Ryszard (with polish folk band Trebunie-Tutki)
- Greatest Hits (1997) Kahamuk (with Trebunie Tutki)
- Songs of Glory/Pieśni chwały (Warsaw 2008) - (with Trebunie Tutki)

Samlingsalbum
- Crucial Cuts (1983) Virgin
- Twinkle Love Songs (1987) Twinkle
- All The Hits From 1970-88 (1988) Twinkle
- Old Cuts (1991)
- Twinkle Love Songs volume 2 (1992) Twinkle
- Twinkle Love Songs, Vol. 3; Heart to Heart (2000) Twinkle